# جهنگرا
جهنگرا (به انگلیسی: Jhangra) یک منطقهٔ مسکونی در پاکستان است که در ناحیه ابوت‌آباد واقع شده‌است. جهنگرا ۲۴٬۰۶۲ نفر جمعیت دارد.